# 마이클 쇼워즈
마이클 샤워스(Michael Showers, 1966년 3월 14일 ~ 2011년 8월 22일)는 미국의 배우이다.
신시내티에서 태어났으며 뉴올리언스에서 사망하였다. 사인은 익사이다.

## 출연 작품
- 러브, 웨딩, 메리지 (2011년)
- 오픈 게이트 (2011년)
- 트리 오브 라이프 (2011년)
- 콜롬비아나 (2011년)
- 레지던트 (2011년) - 오거스트 ER 닥터 역
- 철권 (2010년)
- 데스데모나: 어 러브 스토리 (2009년)
- 뱀파이어의 키스 (2009년)
- 원더풀 월드 (2009년)
- 콜렉터 (2009년) - 데퓨티 셔리프 역
- 필립 모리스 (2009년)
- 소울 맨 (2008년)

### 텔레비전
- 트레메 (2011)